# Kenau Simonsdochter Hasselaer

Kenau Simonsdochter Hasselaer

Kenau Simonsdochter Hasselaer (* 1526 in Haarlem; † 1588, Todesort unbekannt) war eine Schiffbauerin, die bei der Belagerung der niederländischen Stadt Haarlem im Achtzigjährigen Krieg die Verteidigung der Stadt durch 300 Frauen anführte.

## Leben
Bei ihrer Geburt war ihr Vater, eigentlich Brauer, Bürgermeister von Haarlem. 1554 heiratete sie den Schiffbauer Nanning Gerbrantsz, mit dem sie drei Kinder hatte. Nach dem Tod ihres Mannes (1562) übernahm sie die Leitung seiner Schiffswerft.
Als Haarlem 1572–1573 von spanischen Truppen belagert wurde, soll sie 300 Frauen bei der Verteidigung der Mauern der Stadt angeführt haben. Dadurch wurde sie nicht nur in Haarlem, sondern in den ganzen Niederlanden berühmt.
Nachdem die Stadt schließlich von den Spaniern erobert wurde, floh sie zunächst nach Arnemuiden (Zeeland), kehrte jedoch 1578 nach Haarlem zurück. Auf einer Handelsreise nach Norwegen ist sie 1588 verschollen und angeblich in den Händen von Piraten verstorben.
Die moralische Beurteilung des Lebens dieser Frau war im 19. Jahrhundert eher negativ. In der niederländischen Sprache wird daher immer noch mit dem Substantiv „kenau“ ein Mannweib bezeichnet.
Der niederländische Film Kenau (2014) erzählt die Geschichte der Belagerung, wobei Monic Hendrickx die Titelheldin verkörpert.